# José Jorge Loureiro
José Jorge Loureiro (* 23. April 1791 in Lissabon; † 1. Juni 1860) war ein portugiesischer Militär und Politiker aus der Zeit der portugiesischen Monarchie. Er war Finanzminister und von 1835 bis 1836 Ministerpräsident von Portugal.

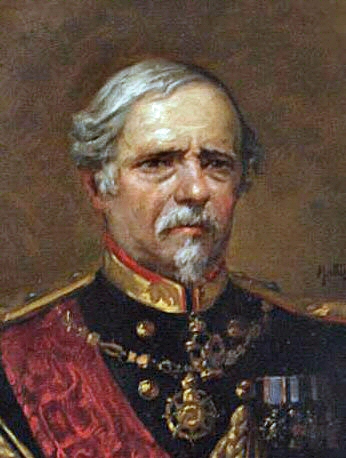
José Jorge Loureiro